# Bothus mellissi
Bothus mellissi är en fiskart som beskrevs av Norman, 1931. Bothus mellissi ingår i släktet Bothus och familjen tungevarsfiskar. Inga underarter finns listade.